# Rita van Cascia
Rita van Cascia werd in 1381 geboren te Roccaporena in Italië, een dorpje vier kilometer ten westen van Cascia. Toen ze als jong meisje in haar wieg lag (zo vertelt de legende) vlogen er bijen in en uit haar mond die haar voedden met honing. In 1900 werd ze heiligverklaard.

## Leven

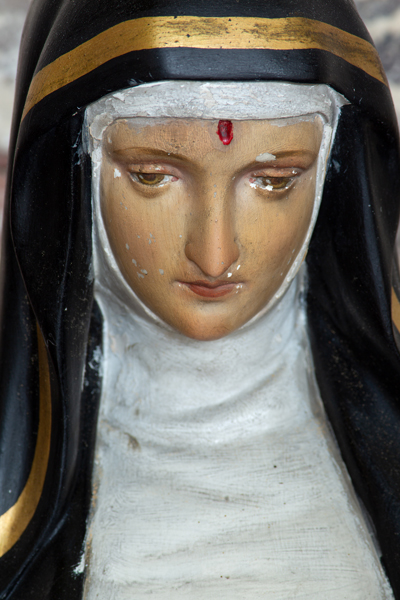
Beeld van de Heilige Rita in Hundelgem

Op 14-jarige leeftijd werd zij uitgehuwelijkt aan Fernando Mancini. Ze hadden 2 zonen. Zij wilde echter kloosterlinge worden, maar was zo gehoorzaam dat ze niet tegen de wil van haar ouders in ging. Al was haar echtgenoot een bruut, ze verzette zich niet tegen hem en bad slechts voor zijn zielenheil. Nadat deze man vermoord was, zwoeren haar beide zonen bloedwraak. Maar Rita bad tot God dat ze liever had dat haar zonen zouden sterven dan dat ze hun plannen uitvoerden. Haar beide zonen stierven inderdaad een jaar later een natuurlijke dood, waarna Rita vrij was om tot het klooster toe te treden. Dit was het Maria Magdalenaklooster te Cascia. Volgens de legende werd haar de toegang tot driemaal toe geweigerd, maar verschenen in een nachtelijk visioen Johannes de Doper, Augustinus en Nicolaas van Tolentino die haar naar het klooster begeleidden, waarvan de poorten zich vanzelf openden.
Zij voelde zich religieus sterk aangetrokken tot het lijden van Christus. Op Goede Vrijdag 1442 zou zij aan het voorhoofd gestigmatiseerd zijn door een doorn uit Christus' doornenkroon, een wond die niet meer heelde. 
Een tweede mirakel vond plaats tijdens haar ziekbed in 1447, toen ze aan een verwante die haar bezocht vroeg om een roos voor haar te plukken. Hoewel het winter was, vond deze toch een roos en bracht die aan Rita. Kort daarop stierf zij. Dit is de reden dat op 22 mei, haar sterfdag, aan Rita gewijde rozen bij de zieken worden gebracht. De legende gaat dat bij haar overlijden een zwerm bijen een wit deken over haar lichaam drapeerden.

## Zalig- en heiligverklaring
Tien jaar na haar dood werd Rita's lichaam opgegraven en het bleek nog geheel intact te zijn. Het werd opgebaard in een glazen sarcofaag in de kerk van Cascia. 
Anticiperend op de beatificatio van de kloosterlinge verscheen in 1610 een eerste biografie van de hand van Agostino Cavalucci. Kort nadien, in 1628, werd Rita zalig verklaard door paus Urbanus VIII. Toen Simplicien Saint-Martin in 1641 een werk over invloedrijke Augustijnen ter perse bracht, wijdde hij ook een hoofdstuk aan de nieuwe zalige. Haar heiligverklaring volgde in 1900 door paus Leo XIII. De devotie voor de heilige Rita werd vooral verspreid door de Augustijnen, onder wie vooral de priorin Maria Teresa Fasce genoemd moet worden, die leefde van 1881 tot 1947.
De heilige Rita staat bekend als patrones van de hopeloze gevallen. Ze wordt onder meer aangeroepen bij examenvrees en bij pokken. 

## Verering
In de Sint-Ritakerk in Kontich wordt zij nog steeds vereerd en in de hal hangen de muren helemaal vol met ex voto's van gelovigen om de heilige te danken voor via haar verleende gunsten. Het naburige college is naar haar genoemd. Ook in de kerk van Sint-Jozef in Tongeren wordt de heilige Rita vereerd in een aparte nis achteraan in de kerk. Sinds enkele jaren is er ook in Halle, in de kloosterkapel van de Zusters Sacramentinen, een kleine bedevaart naar Sint-Rita; de noveen wordt daar 9 donderdagen gebeden. Ook in het Augustijnenklooster in Gent bevindt zich een Ritakapel achteraan in de kerk. Veel Augustijnerkloosters of -kerken hadden een zijaltaar of kapel gewijd aan de Heilige Rita. In Sint-Truiden in de Sint-Augustinuskerk is er een Sint-Ritakapel met nog steeds een actieve Ritaverering. Er is ook een plaatselijk Ritagenootschap. 
De Heilige Rita wordt vereerd in Boskant, Sint-Oedenrode (gemeente Meierijstad). De in 1956 gestichte parochie werd aan haar toegewijd. Ook nadat in 2010 deze parochie opging in de H. Odaparochie en in 2014 de Boskantse parochiekerk aan de eredienst werd onttrokken bleef de Rita-verering behouden. De voormalige doopkapel van de Ritakerk is ingericht als H. Ritakapel en werd op 24 juli 2016 in gebruik genomen. In deze kapel vindt ook de jaarlijkse Ritanoveen plaats (negen woensdagen voorafgaand aan 22 mei). Op de zondag rond haar feestdag, de 21e mei, wordt er een openluchtmis bij deze kapel georganiseerd. Daarnaast staat er in het Boskantse gehucht Kremselen een veldkapel die is toegewijd aan de Heilige Rita. Deze kapel dateert van 2012. In het Brabantse Boskant wordt de verering van deze heilige in leven gehouden. Daarmee geldt Boskant nog steeds als Rita-dorp.

## Trivia
- Op 22 mei 2019 werd een wereldrecord gebroken door in de kerk van Outer (deelgemeente van Ninove) op de dag van de Heilige Rita 233 personen met de naam Rita te verzamelen.[4]